# Burgundiai körzet

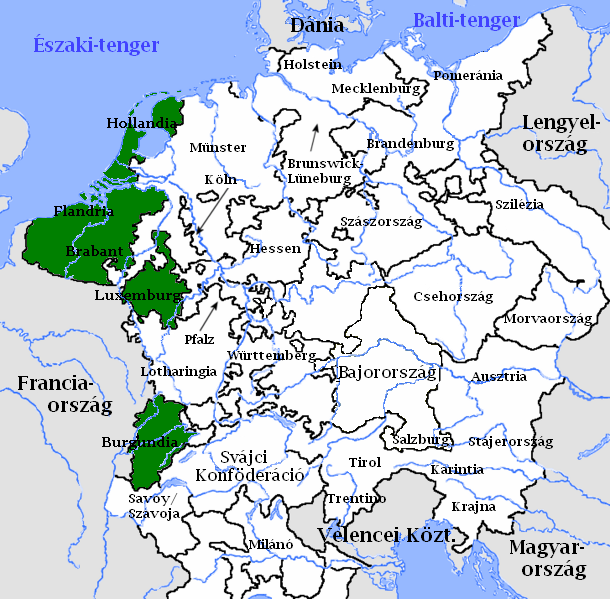
A Burgundiai körzet térképe

A Burgundiai körzet (németül: Burgundischer Reichskreis) a Német-római Birodalom tíz körzetének egyike. 1512-ben alakult meg I. Miksa császár reformjának keretében. Az 1500-ban megalapított hat körzet mellé 12 évvel később a császár újabb négyet alapított meg, mert a tapasztalok azt mutatták, hogy megkönnyíti a birodalom igazgatását. A körzetek védelmi, adóbeszedési és a Reichstagban való képviseleti feladatokat láttak el. 
Ez a körzet is több államból állt (ezek sorát tartalmazza a lentebb látható táblázat), amelyek a császári reform után nagyrészt leváltak a császárságról. 1581-ben a megalakuló Németalföld szakadt el a körzettől, majd a francia támadások során 1678-ban Burgundia is levált a császárságról. A forradalmi Franciaország hódító politikája pedig végképp megszüntette a körzetet.
| Név        | Államforma             | Megjegyzések                                             |
| ---------- | ---------------------- | -------------------------------------------------------- |
| Antwerpen  | Márkiság               | Brabant hercegeinek birtoka volt                         |
| Artois     | Grófság                | 1659-ben Franciaország elfoglalta                        |
| Besançon   | szabad birodalmi város | 1678-ban Franciaország elfoglalta                        |
| Brabant    | Hercegség              |                                                          |
| Burgundia  | Grófság                | 1678-ban Franciaországhoz csatolták                      |
| Drenthe    | Grófság                | 1579-től Németalföld része                               |
| Flandria   | Grófság                |                                                          |
| Frízföld   | Uradalom               | 1579-től Németalföld része                               |
| Groningen  | Uradalom               | 1579-től Németalföld része                               |
| Guelders   | Hercegség              | 1579-től Németalföld része                               |
| Hainaut    | Grófság                |                                                          |
| Hollandia  | Grófság                | 1579-től Németalföld része                               |
| Limburg    | Hercegség              | Brabant hercegeinek birtoka                              |
| Luxemburg  | Hercegség              |                                                          |
| Mechelen   | Uradalom               | Brabant hercegeinek birtoka                              |
| Namur      | Grófság                |                                                          |
| Overijssel | Uradalom               | 1579-től Németalföld része                               |
| Utrecht    | Uradalom               | 1579-től Németalföld része                               |
| Zéland     | Grófság                | Hollandia grófjainak birtoka, 1579-től Németalföld része |
| Zutphen    | Grófság                | Guelders hercegeinek birtoka; 1579-től Németalföld része |